# Cladocarpus elongatus
Cladocarpus elongatus är en nässeldjursart som beskrevs av Bedot 1921. Cladocarpus elongatus ingår i släktet Cladocarpus och familjen Aglaopheniidae. Inga underarter finns listade i Catalogue of Life.